# 산시성 (산서성)
산시성(중국어: 山西省, 병음: Shānxī Shěng, 우어: Se si) 또는 산서성은 중화인민공화국 서북부에 있는 성이다. 성 이름은 타이항산맥의 서쪽에 있다고 하여 유래된 이름이다.

## 역사
산시성은 춘추시대 동안 강력한 진나라(~기원전 349)의 판도에 속했다. 진나라는 기원전 403년 한·조·위 세 나라로 분열되는데, 이때를 기점으로 하여 전국시대가 개막된다. 기원전 221년에 진나라가 전국을 통일하게 되면서 산시성 지역은 진나라에 속하게 된다.
한나라(기원전 206~220)는 산시성 지방에 병주(幷州)를 두어 다스렸다. 오호십육국의 혼란기 동안 산시성은 후조(319~351), 전연(334~370), 전진(351~394), 후연(384~407) 같은 여러 유목 민족들의 나라들이 차례차례 통치했었다. 이들 나라들은 선비족의 북위(386~534)에 의해 통일되는데, 건국 초기에 북위의 수도는 산시성 북부의 다퉁이었다. 북위는 후에 북중국 거의 전부를 지배하게 된다.
당나라(618~907) 시대 동안 이 지역은 황하의 동쪽이라는 의미에서 하동(河東)이라고 불렸다.
오대십국(907~960) 시대 동안 다섯 개 왕조 중에 셋이, 십국 중에 하나가 산시성에서 발흥하였다. 산시성은 오대의 첫 번째 나라였던 후량(907~923)을 뒤엎고 후당(923~936)을 세운, 하동 절도사 이존욱의 근거지였다. 역시 하동절도사였던 석경당은 후당을 엎고 후진(936~947)을 세웠으며, 또 역시 하동 절도사였던 유지원은 거란이 후진을 멸망시킨 후 후한(947~950)을 세웠다. 오대의 마지막 왕조였던 후주가 세워지고 난 뒤 하동 절도사였던 유숭(후에 유민)이 반란을 일으켜 십국중 하나인 북한(951~979)을 세웠다. 북한은 지금의 산시성 북중부에 위치했었다. 석경당은 후진을 세운 다음에 북중국의 많은 지역을 자신에게 군사적 지원해준 거란에게 넘기게 되는데 이 지역을 연운16주라고 한다. 연운16주는 산시성 북부와 허베이성 북부, 인접한 내몽골 자치구에 걸쳐 있었던 지역이다. 이 지역은 만리장성 이남에 있었기 때문에 향후 100여 년간 송나라(960~1279)는 거란의 공격을 방어하는 데 어려움을 겪어야 했다.
북송은 연운16주를 둘러싸고 거란의 요나라(907~1125)와 뜨거운 공방을 펼쳤으나 만주에서 선 금나라(1115~1234)가 거란의 요나라를 멸하고 아예 화북을 점령하면서 산시성은 금나라의 판도에 들어가게 된다.
몽골족의 원나라(1271~1368)는 중국을 몇 개의 행정구역으로 나누어 통치했으나, 산시성을 독립된 행정구역으로 다루지는 않았다. 현재 경계가 거의 확정된 것은 명나라(1368~1644) 때이다. 청(1636~1912)대에는 산시성의 관할 구역이 만리장성 이북으로 확장되어 지금의 호흐호트 일대의 네이멍구 지방을 관할하던 구이화 튀메드 기와 관할 구역이 겹치기도 했다.
중화민국이 아직 본토를 지배하던 기간에 중국의 다른 많은 지역이 전란과 반란에 시달렸던 것과는 달리 산시성은 군벌 옌시산(염석산)이 이끄는 진계군벌(산서군벌)이 장악하고 있었다. 중일 전쟁 기간에는 일본군이 타이위안 전투에서 승리를 거둔 이후 성의 대부분이 일본군의 점령하에 있었다. 산시성은 중국의 팔로군의 일본군에 대한 게릴라 공격의 주 무대이기도 했다.
일본의 패망 이후 국공내전 동안 산시성은 인민해방군의 중요한 군사 기지가 되었다. 옌시산은 수천 명의 일본군 패잔병까지 모아 타이위안에서 인민해방군과 교전하지만 방어에 실패하고 만다. 이때가 1949년 초였다.
산시성은 수 세기 동안 교역과 금융의 중심지였다. 한때 진상(晋商)은 부와 동의어이기도 하였다. 산시성의 핑야오에서는 예전 금융 중심지로 번성했던 모습을 엿볼 수 있다. 현대에 들어서 산시성의 주요 산업은 석탄 채굴이다.

## 지리
산시성은 황투고원에 위치해있다. 동쪽은 타이항산맥, 서쪽은 뤼량산맥이 있는 더 높은 지대이고 중앙으로 펀허가 흘러 연속되는 계곡을 이루고 있다. 가장 높은 곳은 북동쪽의 우타이산으로 해발 고도 3058m이다. 만리장성이 산시성과 내몽골 자치구의 경계를 이루고 있다. 황하는 서쪽으로 산시성 (섬서성)과 경계를 이루고 있다. 황하의 지류인 펀허와 진허는 북쪽에서 남쪽으로 흐른다. 상간강이나 후퉈강과 같은 북쪽의 강들은 하이허의 지류가 되어 빠져 나간다. 산시성의 가장 큰 천연 호수인 쉐치 호는 산시성 남서쪽의 윈청 근처에 있는 염호이다.
산시성은 대륙성 계절풍 기후를 띄고 다소 건조하다. 1월 평균기온은 0 °C 밑으로 떨어지는 반면에 7월 평균 기온은 21 - 26 °C까지 올라간다. 겨울은 길고 건조하고 맑고 추우며, 여름은 따뜻하고 습하다. 봄은 가장 건조하고 황사가 빈번하다. 산시성은 중국에서 가장 일조량이 많은 곳 중 한 곳으로 초여름에는 혹서가 자주 발생한다. 연평균 강수량은 350mm~700mm 정도이고 이 중 60%가 7월과 8월에 집중된다.

## 행정구역
11개의 지급 행정구역이 있으며 모두 시(市)이다.
| 산시성 (산서성)의 행정 구역 | 산시성 (산서성)의 행정 구역 | 산시성 (산서성)의 행정 구역 | 산시성 (산서성)의 행정 구역 | 산시성 (산서성)의 행정 구역 | 산시성 (산서성)의 행정 구역 | 산시성 (산서성)의 행정 구역 | 산시성 (산서성)의 행정 구역 | 산시성 (산서성)의 행정 구역 | 산시성 (산서성)의 행정 구역 | 산시성 (산서성)의 행정 구역 |
| --------------------------- | --------------------------- | --------------------------- | --------------------------- | --------------------------- | --------------------------- | --------------------------- | --------------------------- | --------------------------- | --------------------------- | --------------------------- |
|                             |                             |                             |                             |                             |                             |                             |                             |                             |                             |                             |
| №                           | 이름                        | 한자                        | 병음                        | 면적 (Km2)                  | 인구 (2010년)               | 시청소재지                  |                             |                             |                             |                             |
| 지급시                      |                             |                             |                             |                             |                             |                             |                             |                             |                             |                             |
| 1                           | 타이위안시 (태원시)         | 太原市                      | Tàiyuán Shì                 | 6909.96                     | 4,201,591                   | 싱화링구                    |                             |                             |                             |                             |
| 2                           | 다퉁시 (대동시)             | 大同市                      | Dàtóng Shì                  | 14102.01                    | 3,318,057                   | 핑청구                      |                             |                             |                             |                             |
| 3                           | 양취안시 (양천시)           | 阳泉市                      | Yángquán Shì                | 4569.91                     | 1,368,502                   | 청구                        |                             |                             |                             |                             |
| 4                           | 창즈시 (장치시)             | 长治市                      | Chángzhì Shì                | 13957.84                    | 3,334,564                   | 루저우구                    |                             |                             |                             |                             |
| 5                           | 진청시 (진성시)             | 晋城市                      | Jìnchéng Shì                | 9420.43                     | 2,279,151                   | 청구                        |                             |                             |                             |                             |
| 6                           | 숴저우시 (삭주시)           | 朔州市                      | Shuòzhōu Shì                | 10624.35                    | 1,714,857                   | 숴청구                      |                             |                             |                             |                             |
| 7                           | 진중시 (진중시)             | 晋中市                      | Jìnzhōng Shì                | 16386.34                    | 3,249,425                   | 위츠구                      |                             |                             |                             |                             |
| 8                           | 윈청시 (운성시)             | 运城市                      | Yùnchéng Shì                | 14106.66                    | 5,134,794                   | 옌후구                      |                             |                             |                             |                             |
| 9                           | 신저우시 (흔주시)           | 忻州市                      | Xīnzhōu Shì                 | 25150.69                    | 3,067,501                   | 신푸구                      |                             |                             |                             |                             |
| 10                          | 린펀시 (임분시)             | 临汾市                      | Línfén Shì                  | 20589.11                    | 4,316,612                   | 야오두구                    |                             |                             |                             |                             |
| 11                          | 뤼량시 (여량시)             | 吕梁市                      | Lǚliáng Shì                 | 21143.71                    | 3,727,057                   | 리스구                      |                             |                             |                             |                             |

이들은 다시 118개의 현급 행정구역(25개 시할구 11개 현급시 82개 현)으로 나뉜다.

## 경제
산시성의 1인당 GDP는 국가 평균보다 낮다. 중국 동부에 비해 산시성은 많은 부분에서 개발이 덜 되었다. 지리적인 위치는 산시성이 국제 무역과 중국 동쪽과의 무역에 관여하게 한 중요한 요인이었다. 산시성의 주요 농작물은 밀, 옥수수, 기장, 콩과 감자이다. 산시성의 농업은 산시성의 건조한 기후와 악화된 수자원에 의해 크게 제한받는다.
산시성에는 2600억 톤의 석탄이 매장되어 있으며 이것은 중국 전체 매장량의 3분의 1에 해당하는 것이다. 따라서 산시성은 중국에서 석탄을 많이 생산하는 곳이고 연간 생산량은 3억 톤 이상이다. 산시성의 주요 탄전으로 다퉁(大同), 닝우(宁武), 시산(西山), 허둥(河东), 친수이(沁水), 훠시(霍西) 탄전이 있다. 산시성에는 5억 톤의 보크사이트가 매장되어있고 이것은 중국 전체 매장량의 3분의 1에 해당한다.
산시성의 산업은 석탄 생산과 화학, 발전, 금속 제련과 같은 중공업에 집중되어있다. 산시성은 그 지리적 위치와 역사적으로 중국 공산당과 인민군의 본거지였다는 점 때문에 수많은 군수 산업 시설이 있다. 타이위안 위성 발사 센터는 중국의 세 곳의 발사 센터 중 하나로 중국에 있는 가장 큰 핵무기 저장고와 함께 산시성 중부에 위치하고 있다.
많은 사기업들과 국영 광산 회사들이 산시성의 탄광업에 수 십억 달러를 투자하였다. 중국에서 가장 영향력있는 상인인 리카싱을 비롯해 미국, 캐나다, 일본, 영국, 독일, 이탈리아의 광산 회사들이 산시성의 석탄과 가스를 채굴하는데 많은 부분을 투자하였다.
산시성의 2008년 명목 GDP는 6938억 7000만 위안으로 중국에서 18위를 차지하였다. 1인당 GDP는 16835위안(2900달러)이다.
산시성은 석탄 채광과 다른 중공업에서 열악한 근로 조건으로 악명이 높다. 매년 수 천의 노동자가 이곳에서 사망한다. 유아 노동의 학대 사례 또한 최근에 밝혀졌다.
빈곤과는 대조적으로 산시성에는 부유한 광산주들이 많다. 산시성의 광산주 협회는 투기를 통해 베이징의 부동산 시장에 영향을 미치기도 한다.

## 주민
주민의 대부분이 한족이나, 몽골족, 만주족, 후이족도 거주하고 있다.
| 산시성의 민족 조사(2000년) | 산시성의 민족 조사(2000년) | 산시성의 민족 조사(2000년) |
| 민족                       | 인구                       | 비율                       |
| -------------------------- | -------------------------- | -------------------------- |
| 한족                       | 32,368,083                 | 99,68%                     |
| 후이족                     | 61,690                     | 0.19%                      |
| 만주족                     | 13,665                     | 0.042%                     |
| 몽골족                     | 9,446                      | 0.029%                     |